# Craig Wilson
Craig Martin Wilson, född 5 februari 1957 i Beeville i Texas, är en amerikansk vattenpolomålvakt. Han ingick i USA:s landslag vid olympiska sommarspelen 1984, 1988 och 1992.
Schroder tog OS-silver i den olympiska vattenpoloturneringen i Los Angeles. I Seoul tog han OS-silver på nytt, medan i Barcelona slutade USA på en fjärdeplats.
Wilson studerade vid University of California, Santa Barbara. Förutom för två olympiska silvermedaljer tog han guld i vattenpolo vid panamerikanska spelen 1983 och 1987 samt silver vid panamerikanska spelen 1991. Wilson valdes in i The International Swimming Hall of Fame 2005.